# ニューヨーク州選出のアメリカ合衆国上院議員
ニューヨーク州は1788年7月26日にアメリカ合衆国憲法を批准した。

## 第1部
| 代 | 氏名                           | 氏名       | 所属政党   | 就任           | 退任           | 退任理由   | 備考 |
| -- | ------------------------------ | ---------- | ---------- | -------------- | -------------- | ---------- | --- |
| 1  | フィリップ・スカイラー         |            | 連邦党     | 1789年7月16日  | 1791年3月3日   | 再選に失敗 | |
| 2  | アーロン・バー                 |            | 民主共和党 | 1791年3月4日   | 1797年3月4日   | 再選されず | ニューヨーク州司法長官(1789年-1791年) 副大統領(1801年-1805年)                                                                                                  |
| 3  | フィリップ・スカイラー         |            | 連邦党     | 1797年3月4日   | 1798年1月3日   | 辞任       | |
| 4  | ジョン・S・ホバート            |            | 連邦党     | 1798年1月11日  | 1798年4月16日  |            | ニューヨーク州高位裁判所陪席判事 |
| 5  | ウィリアム・ノース             |            | 連邦党     | 1798年5月5日   | 1798年8月17日  |            | |
| 6  | ジェームズ・ワトソン           |            | 連邦党     | 1798年8月17日  | 1800年3月19日  |            | |
| 7  | ガバヌーア・モリス             |            | 連邦党     | 1800年4月3日   | 1803年3月3日   | 再選に失敗 | 駐仏大使(1792年-1794年) |
| 8  | テオドルス・ベイリー           |            | 民主共和党 | 1803年3月4日   | 1804年1月16日  |            | ニューヨーク州選出下院議員(1793年-1797年、1799年-1801年、1801年-1803年)                                                                                        |
| 9  | ジョン・アームストロング       |            | 民主共和党 | 1804年2月25日  | 1804年6月30日  | 辞任       | 駐仏大使(1804年-1810年) 陸軍長官(1813年-1814年) ニューヨーク州第3部の議席も占める                                                                              |
| 10 | サミュエル・L・ミッチル        |            | 民主共和党 | 1804年11月23日 | 1809年3月3日   |            | ニューヨーク州選出下院議員(1801年-1804年、1810年-1813年) |
| 11 | オバデア・ゲルマン             |            | 民主共和党 | 1809年3月4日   | 1815年3月3日   |            | |
| 12 | ネイサン・サンフォード         |            | 民主共和党 | 1815年3月4日   | 1821年3月4日   |            | 上院財政委員会委員長(1819年-1821年) ニューヨーク州第3部の議席も占める                                                                                          |
| 13 | マーティン・ヴァン・ビューレン |            | 民主共和党 | 1821年3月4日   | 1828年12月20日 |            | ニューヨーク州司法長官(1815年-1819年) ニューヨーク州知事(1829年) 国務長官(1829年-1831年) 駐英公使(1831年-1832年) 副大統領(1833年-1837年) 大統領(1837年-1841年) |
| 14 | チャールズ・E・ダッドリー      |            | 民主党     | 1829年1月15日  | 1833年3月3日   |            | オールバニ市長 |
| 15 | ナサニエル・P・トールマッジ    |            | 民主党     | 1833年3月4日   | 1844年6月17日  |            | ウィスコンシン準州知事(1844年-1845年) |
| 15 | ナサニエル・P・トールマッジ    | ホイッグ党 |            | 1833年3月4日   | 1844年6月17日  |            | ウィスコンシン準州知事(1844年-1845年) |
| 16 | ダニエル・S・ディキンソン      |            | 民主党     | 1844年11月30日 | 1851年3月3日   |            | ニューヨーク州副知事(1843年-1844年) 上院財政委員会委員長(1849年-1850年) ニューヨーク州司法長官(1862年-1863年)                                                  |
| 17 | ハミルトン・フィッシュ         |            | ホイッグ党 | 1851年3月4日   | 1857年3月4日   |            | ニューヨーク州選出下院議員(1843年-1845年) ニューヨーク州副知事(1848年) ニューヨーク州知事(1849年-1850年) 国務長官(1869年-1877年)                               |
| 17 | ハミルトン・フィッシュ         | 共和党     |            | 1851年3月4日   | 1857年3月4日   |            | ニューヨーク州選出下院議員(1843年-1845年) ニューヨーク州副知事(1848年) ニューヨーク州知事(1849年-1850年) 国務長官(1869年-1877年)                               |
| 18 | プレストン・キング             |            | 共和党     | 1857年3月4日   | 1863年3月3日   |            | ニューヨーク州選出下院議員(1843年-1847年、1849年-1853年) |
| 19 | エドウィン・D・モーガン        |            | 共和党     | 1863年3月4日   | 1869年3月3日   |            | 共和党全国委員会委員長(1856年-1864年、1872年-1876年) ニューヨーク州知事(1859年-1863年)                                                                         |
| 20 | ルーベン・フェントン           |            | 共和党     | 1869年3月4日   | 1875年3月3日   |            | ニューヨーク州選出下院議員(1853年-1855年、1857年-1864年) ニューヨーク州知事(1865年-1868年)                                                                     |
| 21 | フランシス・カーナン           |            | 民主党     | 1875年3月4日   | 1881年3月3日   |            | ニューヨーク州選出下院議員(1863年-1865年) |
| 22 | トーマス・C・プラット          |            | 共和党     | 1881年3月4日   | 1881年5月16日  |            | ニューヨーク州選出下院議員(1873年-1877年) ニューヨーク州第3部の議席も占める                                                                                    |
| 23 | ワーナー・ミラー               |            | 共和党     | 1881年7月27日  | 1887年3月3日   |            | ニューヨーク州選出下院議員(1879年-1881年) |
| 24 | フランク・ヒスコック           |            | 共和党     | 1887年3月4日   | 1893年3月3日   |            | ニューヨーク州選出下院議員(1887年) |
| 25 | エドワード・マーフィー         |            | 民主党     | 1893年3月4日   | 1899年3月3日   |            | トロイ市長 |
| 26 | チョウンシー・デピュー         |            | 共和党     | 1899年3月4日   | 1911年3月3日   |            | |
| 27 | ジェームズ・A・オゴールマン    |            | 民主党     | 1911年3月4日   | 1917年3月3日   |            | ニューヨーク州高位裁判所 |
| 28 | ウィリアム・M・カルダー        |            | 共和党     | 1917年3月4日   | 1923年3月3日   |            | ニューヨーク州選出下院議員(1905年-1915年) |
| 29 | ロイヤル・S・コープランド      |            | 民主党     | 1923年3月4日   | 1938年6月17日  | 死去       | アナーバー市長(1901年-1903年) |
| 30 | ジェームズ・M・ミード          |            | 民主党     | 1938年12月3日  | 1947年1月3日   |            | ニューヨーク州選出下院議員(1919年-1938年) |
| 31 | アーヴィング・アイヴス         |            | 共和党     | 1947年1月3日   | 1959年1月3日   |            | |
| 32 | ケネス・キーティング           |            | 共和党     | 1959年1月3日   | 1965年1月3日   |            | ニューヨーク州選出下院議員(1947年-1959年) |
| 33 | ロバート・ケネディ             |            | 民主党     | 1965年1月3日   | 1968年6月6日   | 死去       | 司法長官(1961年-1964年) |
| 34 | チャールズ・グッデル           |            | 共和党     | 1968年9月10日  | 1971年1月3日   |            | ニューヨーク州選出下院議員(1959年-1968年) |
| 35 | ジェームズ・L・バックリィ      |            | 保守党     | 1971年1月3日   | 1977年1月3日   |            | |
| 36 | ダニエル・P・モイニハン        |            | 民主党     | 1977年1月3日   | 2001年1月3日   | 引退       | 駐印公使(1973年-1975年) 国連大使(1975年-1976年) 上院環境公共事業委員会委員長(1992年-1993年) 上院財政委員会委員長(1993年-1995年)                                |
| 37 | ヒラリー・クリントン           |            | 民主党     | 2001年1月3日   | 2009年1月21日  | 辞任       | ファーストレディ(1993年-2001年) 国務長官(2009年-2013年) |
| 38 | キアステン・ジリブランド       |            | 民主党     | 2009年1月25日  | 現職           |            | ニューヨーク州選出下院議員(2007年-2009年) |

## 第3部
| 代 | 氏名                      | 氏名       | 所属政党   | 就任           | 退任           | 退任理由   | 備考 |
| -- | ------------------------- | ---------- | ---------- | -------------- | -------------- | ---------- | --- |
| 1  | ルーファス・キング        |            | 連邦党     | 1789年7月16日  | 1796年5月19日  |            | 駐英公使(1796年-1803年、1825年-1826年) |
| 2  | ジョン・ローランス        |            | 連邦党     | 1796年12月8日  | 1800年8月      |            | ニューヨーク州選出下院議員(1789年-1793年) 上院仮議長(1798年)                                                                                       |
| 3  | ジョン・アームストロング  |            | 民主共和党 | 1800年11月6日  | 1802年2月5日   | 辞任       | 駐仏大使(1804年-1810年) 陸軍長官(1813年-1814年) ニューヨーク州第1部の議席も占める                                                                  |
| 4  | デウィット・クリントン    |            | 民主共和党 | 1802年2月9日   | 1803年11月4日  | 辞任       | ニューヨーク市長(1803年-1807年、1808年-1810年、1811年-1813年) ニューヨーク州副知事(1811年-1813年) ニューヨーク州知事(1817年-1822年、1825年-1828年) |
| 5  | ジョン・アームストロング  |            | 民主共和党 | 1803年12月7日  | 1804年2月25日  |            | 駐仏大使(1804年-1810年) 陸軍長官(1813年-1814年) ニューヨーク州第1部の議席も占める                                                                  |
| 6  | ジョン・スミス            |            | 民主共和党 | 1804年2月23日  | 1813年3月3日   |            | ニューヨーク州選出下院議員(1799年-1804年) |
| 7  | ルーファス・キング        |            | 連邦党     | 1813年3月4日   | 1825年3月3日   |            | 駐英公使(1796年-1803年、1825年-1826年) |
| 7  | ルーファス・キング        | 国民共和党 |            | 1813年3月4日   | 1825年3月3日   |            | 駐英公使(1796年-1803年、1825年-1826年) |
| 8  | ネイサン・サンフォード    |            | 国民共和党 | 1826年1月14日  | 1831年3月3日   |            | 上院財政委員会委員長(1819年-1821年) ニューヨーク州第1部の議席も占める                                                                              |
| 9  | ウィリアム・マーシー      |            | 民主党     | 1831年3月4日   | 1833年1月1日   |            | ニューヨーク州知事(1833年-1838年) 陸軍長官(1845年-1849年) 国務長官(1853年-1857年)                                                                  |
| 10 | サイラス・ライト          |            | 民主党     | 1833年1月4日   | 1844年11月26日 |            | ニューヨーク州選出下院議員(1827年-1829年) 上院財政委員会委員長(1836年-1841年) ニューヨーク州知事(1845年-1846年)                                    |
| 11 | ヘンリー・A・フォスター   |            | 民主党     | 1844年11月30日 | 1845年1月27日  |            | ニューヨーク州選出下院議員(1837年-1839年) |
| 12 | ジョン・A・ディクス       |            | 民主党     | 1845年1月27日  | 1849年3月3日   | 再選に失敗 | 財務長官(1861年) ニューヨーク州知事(1873年-1874年) 駐仏公使(1866年-1867年)                                                                         |
| 13 | ウィリアム・スワード      |            | ホイッグ党 | 1849年3月4日   | 1861年3月3日   |            | ニューヨーク州知事(1839年-1842年) 国務長官(1861年-1869年)                                                                                          |
| 13 | ウィリアム・スワード      | 共和党     |            | 1849年3月4日   | 1861年3月3日   |            | ニューヨーク州知事(1839年-1842年) 国務長官(1861年-1869年)                                                                                          |
| 14 | アイラ・ハリス            |            | 共和党     | 1861年3月4日   | 1867年3月3日   |            | ニューヨーク州高位裁判所陪席判事 |
| 15 | ロスコー・コンクリング    |            | 共和党     | 1867年3月4日   | 1881年5月16日  |            | ニューヨーク州選出下院議員(1859年-1867年) |
| 16 | エルブリッジ・G・ラファム |            | 共和党     | 1881年8月2日   | 1885年3月3日   |            | ニューヨーク州選出下院議員(1875年-1881年) |
| 17 | ウィリアム・M・エヴァーツ |            | 共和党     | 1885年3月4日   | 1891年3月3日   |            | 司法長官(1868年-1869年) 国務長官(1877年-1881年) |
| 18 | デビット・B・ヒル         |            | 民主党     | 1892年1月7日   | 1897年3月3日   |            | ニューヨーク州副知事(1883年-1885年) ニューヨーク州知事(1885年-1891年)                                                                              |
| 19 | トーマス・C・プラット     |            | 共和党     | 1897年3月4日   | 1909年3月3日   |            | ニューヨーク州選出下院議員(1873年-1877年) ニューヨーク州第1部の議席も占める                                                                        |
| 20 | エリフ・ルート            |            | 共和党     | 1909年3月4日   | 1915年3月4日   |            | 陸軍長官(1899年-1904年) 国務長官(1905年-1909年) |
| 21 | ジェームズ・W・ワズワース |            | 共和党     | 1915年3月4日   | 1927年3月3日   | 再選辞退   | ニューヨーク州選出下院議員(1933年-1951年) |
| 22 | ロバート・F・ワーグナー   |            | 民主党     | 1927年3月4日   | 1949年6月28日  | 辞職       | ニューヨーク州副知事(代理:1913年-1914年) |
| 23 | ジョン・F・ダレス         |            | 共和党     | 1949年7月7日   | 1949年11月8日  | 再選に失敗 | 国務長官(1953年-1959年) |
| 24 | ハーバート・H・リーマン   |            | 民主党     | 1949年11月9日  | 1957年1月3日   | 引退       | ニューヨーク州副知事(1929年-1932年) ニューヨーク州知事(1933年-1942年)                                                                              |
| 25 | ジェイコブ・ジャヴィッツ  |            | 共和党     | 1957年1月9日   | 1981年1月3日   |            | ニューヨーク州選出下院議員(1947年-1954年) ニューヨーク州司法長官(1955年-1957年)                                                                    |
| 26 | アル・ダマート            |            | 共和党     | 1981年1月3日   | 1999年1月3日   |            | 上院銀行住宅都市委員会委員長(1995年-1999年) |
| 27 | チャック・シューマー      |            | 民主党     | 1999年1月3日   | 現職           |            | ニューヨーク州選出下院議員(1981年-1999年) |